# 陶鸿儒
陶鸿儒（1557年—1632年），字大用，號雲衢，河南新野縣人，明朝政治人物。同进士出身。

## 生平
生于嘉靖三十六年五月初五日，年十四，补博士弟子员，萬曆二十二年甲午科河南乡试举人，二十九年（1601年）辛丑科進士。初任山西长治县知县，多善政宜民，邑人为立生祠，己酉分校山西乡试。丁父忧归，服阕，補膚施縣，未任，升户部主事，奉差管海運、新太仓、禄米仓并易州粮储。萬曆四十七年（1619年）接替张光缙任松江府知府一职，1621年由张宗衡接任。任知府时，问民疾苦，兴利剔弊，百姓爱如父母。又培植学校，讲课不辍，择其文有体式者，刊为《云间凤毛》以正文体，一时登科甲者甚众。及致仕归，父老遮道流涕，拥车马不得行。卒于崇祯五年四月十六日，享年七十六。著有《攀辕录》，祀乡贤。

## 家族
原籍廣東南雄府达摩巷人，明初始祖陶魁占籍新野。魁生海，海生原，原生阯，阯生汝鲁，號左泉，以子鴻儒貴，封文林郎长治县知县。
娶方氏，封孺人；継娶黄氏。子陶文曜、陶文昱、陶文晔、陶文暐。